# Eneco Tour 2013
L'Eneco Tour 2013, nona edizione della corsa, valevole come ventesima prova del UCI World Tour 2013, si svolse in sette tappe dal 12 al 18 agosto 2013 per un percorso di 1 080,3 km. Fu vinto dal ceco Zdeněk Štybar, che concluse in 25h 14' 05".

## Tappe
| Tappa  | Data      | Percorso                        | km      | Vincitore di tappa | Leader cl. generale |
| ------ | --------- | ------------------------------- | ------- | ------------------ | ------------------- |
| 1ª     | 12 agosto | Koksijde > Ardooie              | 175,3   | Mark Renshaw       | Mark Renshaw        |
| 2ª     | 13 agosto | Ardooie > Forest                | 176,9   | Arnaud Démare      | Arnaud Démare       |
| 3ª     | 14 agosto | Oosterhout > Brouwersdam        | 187,3   | Zdeněk Štybar      | Arnaud Démare       |
| 4ª     | 15 agosto | Essen > Vlijmen                 | 169,6   | André Greipel      | Lars Boom           |
| 5ª     | 16 agosto | Sittard-Geleen > Sittard-Geleen | 13,2    | Sylvain Chavanel   | Lars Boom           |
| 6ª     | 17 agosto | Riemst > La Redoute             | 150     | David López García | Tom Dumoulin        |
| 7ª     | 18 agosto | Tienen > Geraardsbergen         | 208     | Zdeněk Štybar      | Zdeněk Štybar       |
| Totale | Totale    | Totale                          | 1 080,3 |                    |                     |

## Squadre e corridori partecipanti
Sono ventuno le formazioni al via della corsa, diciannove appartenenti alla categoria World Tour e due UCI Professional Continental Team, le belghe Topsport Vlaanderen-Baloise e Accent Jobs-Wanty.
| N.      | Cod. | Squadra                 |
| ------- | ---- | ----------------------- |
| 1-8     | BEL  | Belkin Pro Cycling Team |
| 11-20   | BMC  | BMC Racing Team         |
| 21-28   | OPQ  | Omega Pharma-Quickstep  |
| 31-38   | TST  | Team Saxo-Tinkoff       |
| 41-50   | SKY  | Sky Procycling          |
| 51-58   | VCD  | Vacansoleil-DCM         |
| 61-70   | LTB  | Lotto-Belisol Team      |
| 71-79   | RLT  | RadioShack-Leopard      |
| 81-89   | AST  | Astana Pro Team         |
| 91-98   | KAT  | Katusha Team            |
| 101-108 | GRS  | Garmin-Sharp            |

| N.      | Cod. | Squadra                     |
| ------- | ---- | --------------------------- |
| 111-118 | ARG  | Team Argos-Shimano          |
| 121-128 | LAM  | Lampre-Merida               |
| 131-139 | OGE  | Orica-GreenEDGE             |
| 141-149 | CAN  | Cannondale Pro Cycling      |
| 151-158 | MOV  | Movistar Team               |
| 161-168 | ALM  | AG2R La Mondiale            |
| 171-178 | EUS  | Euskaltel-Euskadi           |
| 181-188 | FDJ  | FDJ.fr                      |
| 191-198 | TSV  | Topsport Vlaanderen-Baloise |
| 201-210 | AJW  | Accent Jobs-Wanty           |

## Dettagli delle tappe

### 1ª tappa
- 12 agosto: Koksijde > Ardooie – 175,3 km

Risultati
| Pos. | Corridore       | Squadra       | Tempo    |
| ---- | --------------- | ------------- | -------- |
| 1    | Mark Renshaw    | Belkin        | 4h01'14" |
| 2    | André Greipel   | Lotto-Belisol | a 2"     |
| 3    | Giacomo Nizzolo | RadioShack    | s.t.     |

| Pos. | Corridore     | Squadra       | Tempo    |
| ---- | ------------- | ------------- | -------- |
| 1    | Mark Renshaw  | Belkin        | 4h01'04" |
| 2    | André Greipel | Lotto-Belisol | a 6"     |
| 3    | Pieter Jacobs | Topsport Vl.  | a 7"     |

### 2ª tappa
- 13 agosto: Ardooie > Forest – 176,9 km

Risultati
| Pos. | Corridore        | Squadra      | Tempo    |
| ---- | ---------------- | ------------ | -------- |
| 1    | Arnaud Démare    | FDJ.fr       | 4h03'34" |
| 2    | Philippe Gilbert | BMC Racing   | s.t.     |
| 3    | Tyler Farrar     | Garmin-Sharp | s.t.     |

| Pos. | Corridore        | Squadra    | Tempo    |
| ---- | ---------------- | ---------- | -------- |
| 1    | Arnaud Démare    | FDJ.fr     | 8h04'40" |
| 2    | Mark Renshaw     | Belkin     | a 3"     |
| 3    | Philippe Gilbert | BMC Racing | a 4"     |

### 3ª tappa
- 14 agosto: Oosterhout > Brouwersdam – 187,3 km

Risultati
| Pos. | Corridore           | Squadra      | Tempo    |
| ---- | ------------------- | ------------ | -------- |
| 1    | Zdeněk Štybar       | Omega Pharma | 4h14'00" |
| 2    | Maximiliano Richeze | Lampre       | s.t.     |
| 3    | Lars Boom           | Belkin       | s.t      |

| Pos. | Corridore     | Squadra      | Tempo    |
| ---- | ------------- | ------------ | -------- |
| 1    | Arnaud Démare | FDJ.fr       | 8h04'40" |
| 2    | Lars Boom     | Belkin       | a 1"     |
| 3    | Zdeněk Štybar | Omega Pharma | a 3"     |

### 4ª tappa
- 15 agosto: Essen > Vlijmen – 169,6 km

Risultati
| Pos. | Corridore       | Squadra       | Tempo    |
| ---- | --------------- | ------------- | -------- |
| 1    | André Greipel   | Lotto-Belisol | 3h47'36" |
| 2    | Giacomo Nizzolo | RadioShack    | s.t.     |
| 3    | Lars Boom       | Belkin        | s.t.     |

| Pos. | Corridore     | Squadra       | Tempo     |
| ---- | ------------- | ------------- | --------- |
| 1    | Lars Boom     | Belkin        | 16h06'15" |
| 2    | André Greipel | Lotto-Belisol | a 1"      |
| 3    | Arnaud Démare | FDJ.fr        | a 3"      |

### 5ª tappa
- 16 agosto: Sittard-Geleen > Sittard-Geleen – 13,2 km

Risultati
| Pos. | Corridore        | Squadra       | Tempo  |
| ---- | ---------------- | ------------- | ------ |
| 1    | Sylvain Chavanel | Omega Pharma  | 16'04" |
| 2    | Tom Dumoulin     | Argos-Shimano | a 4"   |
| 3    | Jesse Sergent    | RadioShack    | s.t.   |

| Pos. | Corridore        | Squadra       | Tempo     |
| ---- | ---------------- | ------------- | --------- |
| 1    | Lars Boom        | Belkin        | 16h22'39" |
| 2    | Sylvain Chavanel | Omega Pharma  | a 4"      |
| 3    | Tom Dumoulin     | Argos-Shimano | a 8"      |

### 6ª tappa
- 17 agosto: Riemst > La Redoute – 150 km

Risultati
| Pos. | Corridore          | Squadra        | Tempo    |
| ---- | ------------------ | -------------- | -------- |
| 1    | David López García | Sky Procycling | 3h51'13" |
| 2    | Zdeněk Štybar      | Omega Pharma   | a 2"     |
| 3    | Maciej Paterski    | Cannondale     | s.t.     |

| Pos. | Corridore     | Squadra       | Tempo     |
| ---- | ------------- | ------------- | --------- |
| 1    | Tom Dumoulin  | Argos-Shimano | 20h14'03" |
| 2    | Zdeněk Štybar | Omega Pharma  | a 9"      |
| 3    | Andrij Hrivko | Astana        | a 24"     |

### 7ª tappa
- 18 agosto: Tienen > Geraardsbergen – 208 km

Risultati
| Pos. | Corridore     | Squadra        | Tempo    |
| ---- | ------------- | -------------- | -------- |
| 1    | Zdeněk Štybar | Omega Pharma   | 5h00'03" |
| 2    | Ian Stannard  | Sky Procycling | a 4"     |
| 3    | Lars Boom     | Belkin         | a 12"    |

| Pos. | Corridore     | Squadra       | Tempo     |
| ---- | ------------- | ------------- | --------- |
| 1    | Zdeněk Štybar | Omega Pharma  | 25h14'05" |
| 2    | Tom Dumoulin  | Argos-Shimano | a 26"     |
| 3    | Andrij Hrivko | Astana        | a 50"     |

## Evoluzione delle classifiche
| Tappa              | Vincitore          | Classifica generale | Classifica punti | Classifica combattività | Classifica a squadre    |
| ------------------ | ------------------ | ------------------- | ---------------- | ----------------------- | ----------------------- |
| 1ª                 | Mark Renshaw       | Mark Renshaw        | Mark Renshaw     | Laurens De Vreese       | Belkin Pro Cycling Team |
| 2ª                 | Arnaud Démare      | Arnaud Démare       | Taylor Phinney   | Laurens De Vreese       | FDJ.fr                  |
| 3ª                 | Zdeněk Štybar      | Arnaud Démare       | André Greipel    | Laurens De Vreese       | FDJ.fr                  |
| 4ª                 | André Greipel      | Lars Boom           | André Greipel    | Laurens De Vreese       | Omega Pharma-Quickstep  |
| 5ª                 | Sylvain Chavanel   | Lars Boom           | André Greipel    | Laurens De Vreese       | Omega Pharma-Quickstep  |
| 6ª                 | David López García | Tom Dumoulin        | André Greipel    | Laurens De Vreese       | RadioShack-Leopard      |
| 7ª                 | Zdeněk Štybar      | Zdeněk Štybar       | Lars Boom        | Laurens De Vreese       | Omega Pharma-Quickstep  |
| Classifiche finali | Classifiche finali | Zdeněk Štybar       | Lars Boom        | Laurens De Vreese       | Omega Pharma-Quickstep  |

## Classifiche finali

### Classifica generale - Maglia bianca
| Pos. | Corridore        | Squadra       | Tempo     |
| ---- | ---------------- | ------------- | --------- |
| 1    | Zdeněk Štybar    | Omega Pharma  | 25h14'05" |
| 2    | Tom Dumoulin     | Argos-Shimano | a 26"     |
| 3    | Andrij Hrivko    | Astana        | a 50"     |
| 4    | Jan Bakelants    | RadioShack    | a 55"     |
| 5    | Daryl Impey      | Orica-GreenE. | s.t.      |
| 6    | Sylvain Chavanel | Omega Pharma  | a 1'20"   |
| 7    | Wilco Kelderman  | Belkin        | a 1'32"   |
| 8    | Pieter Weening   | Orica-GreenE. | a 1'34"   |
| 9    | Maksim Iglinskij | Astana        | a 2'07"   |
| 10   | Maxime Monfort   | RadioShack    | a 1'13"   |

### Classifica a punti - Maglia rossa
| Pos. | Corridore       | Squadra       | Punti |
| ---- | --------------- | ------------- | ----- |
| 1    | Lars Boom       | Belkin        | 100   |
| 2    | André Greipel   | Lotto-Belisol | 99    |
| 3    | Zdeněk Štybar   | Omega Pharma  | 85    |
| 4    | Giacomo Nizzolo | RadioShack    | 66    |
| 5    | Tom Dumoulin    | Argos-Shimano | 56    |

### Classifica combattività - Maglia nera
| Pos. | Corridore         | Squadra        | Punti |
| ---- | ----------------- | -------------- | ----- |
| 1    | Laurens De Vreese | Topsport Vl.   | 66    |
| 2    | Mathew Hayman     | Sky Procycling | 36    |
| 3    | Pieter Jacobs     | Topsport Vl.   | 30    |
| 4    | Tim Declercq      | Topsport Vl.   | 28    |
| 5    | Pim Ligthart      | Vacansoleil    | 25    |

### Classifica a squadre
| Pos. | Squadra                | Punti     |
| ---- | ---------------------- | --------- |
| 1    | Omega Pharma-Quickstep | 75h46'08" |
| 2    | Orica-GreenEDGE        | a 1'39"   |
| 3    | RadioShack-Leopard     | a 3'05"   |
| 4    | Vacansoleil-DCM        | a 7'41"   |
| 5    | BMC Racing Team        | a 13'02"  |